# Phalaenopsis philippinensis
Phalaenopsis philippinensis är en orkidéart som beskrevs av Golamco, Jack Archie Fowlie och Chen Zhen Zi Tang. Phalaenopsis philippinensis ingår i släktet Phalaenopsis och familjen orkidéer. Inga underarter finns listade i Catalogue of Life.

## Bildgalleri

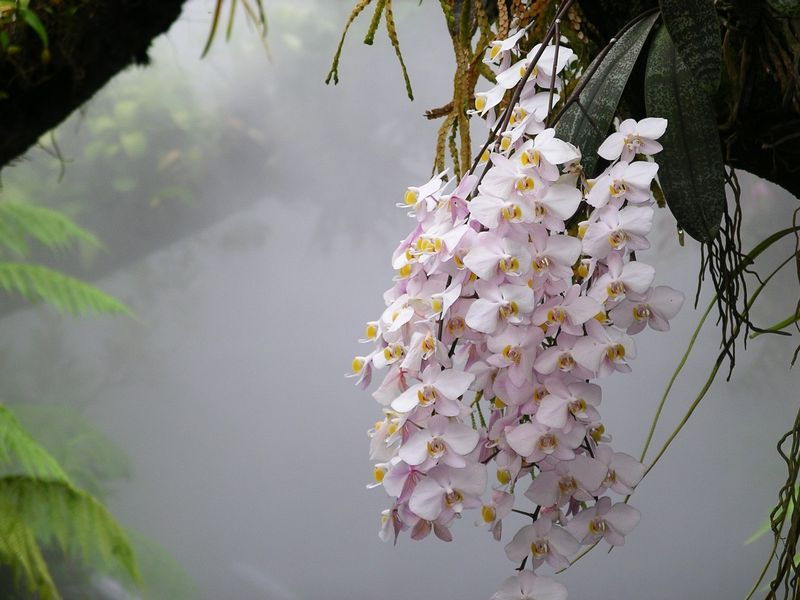
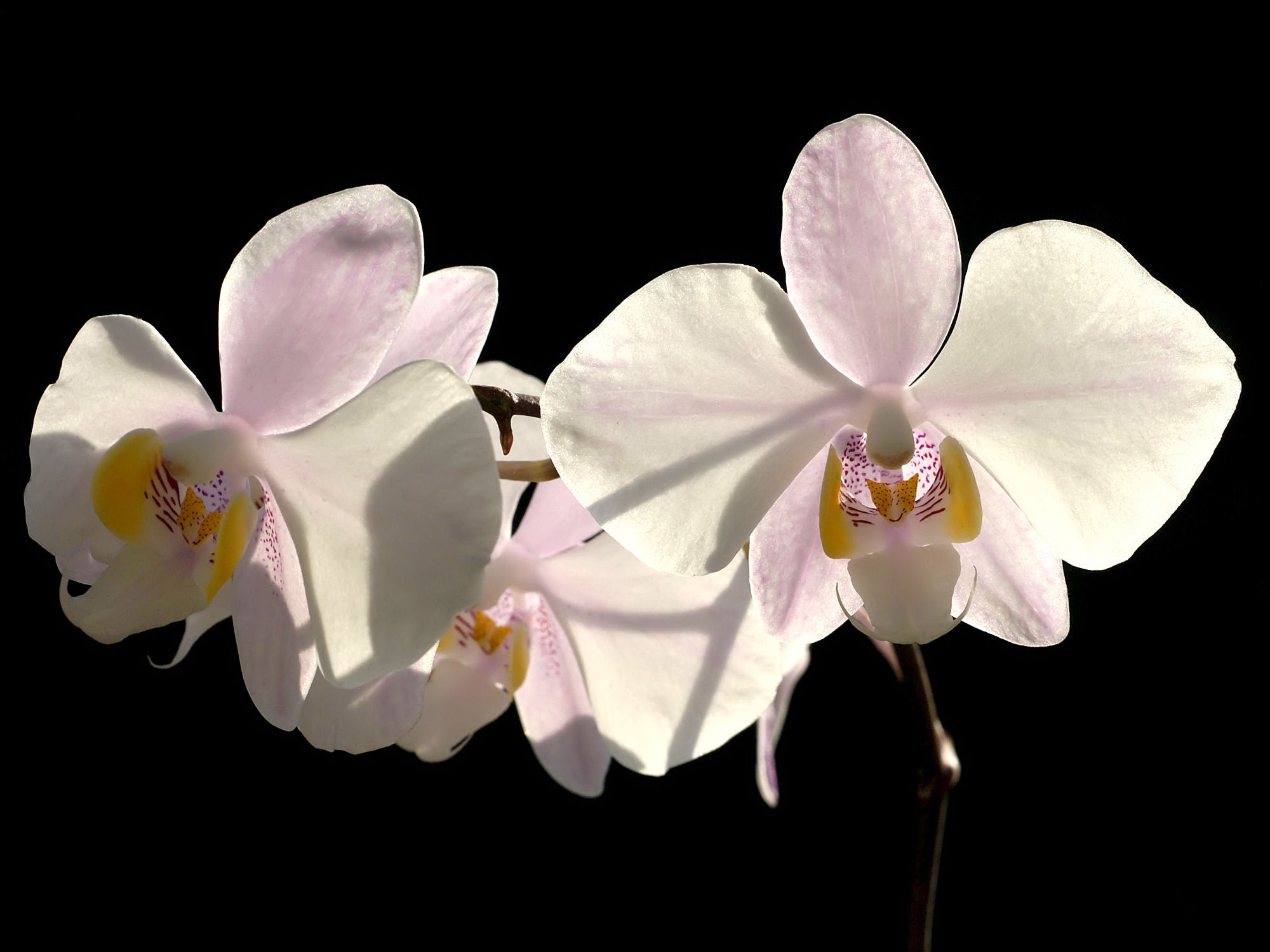
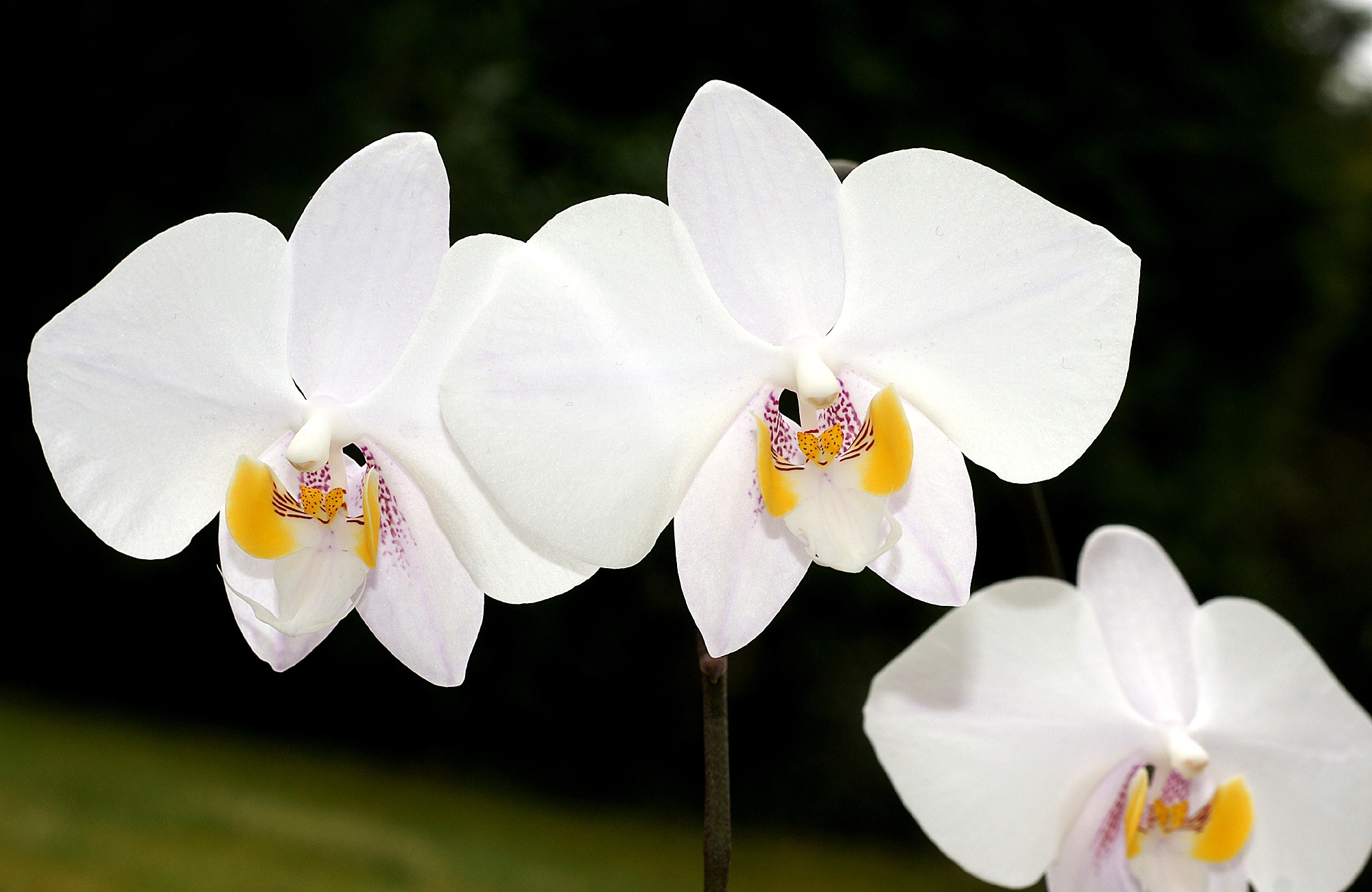
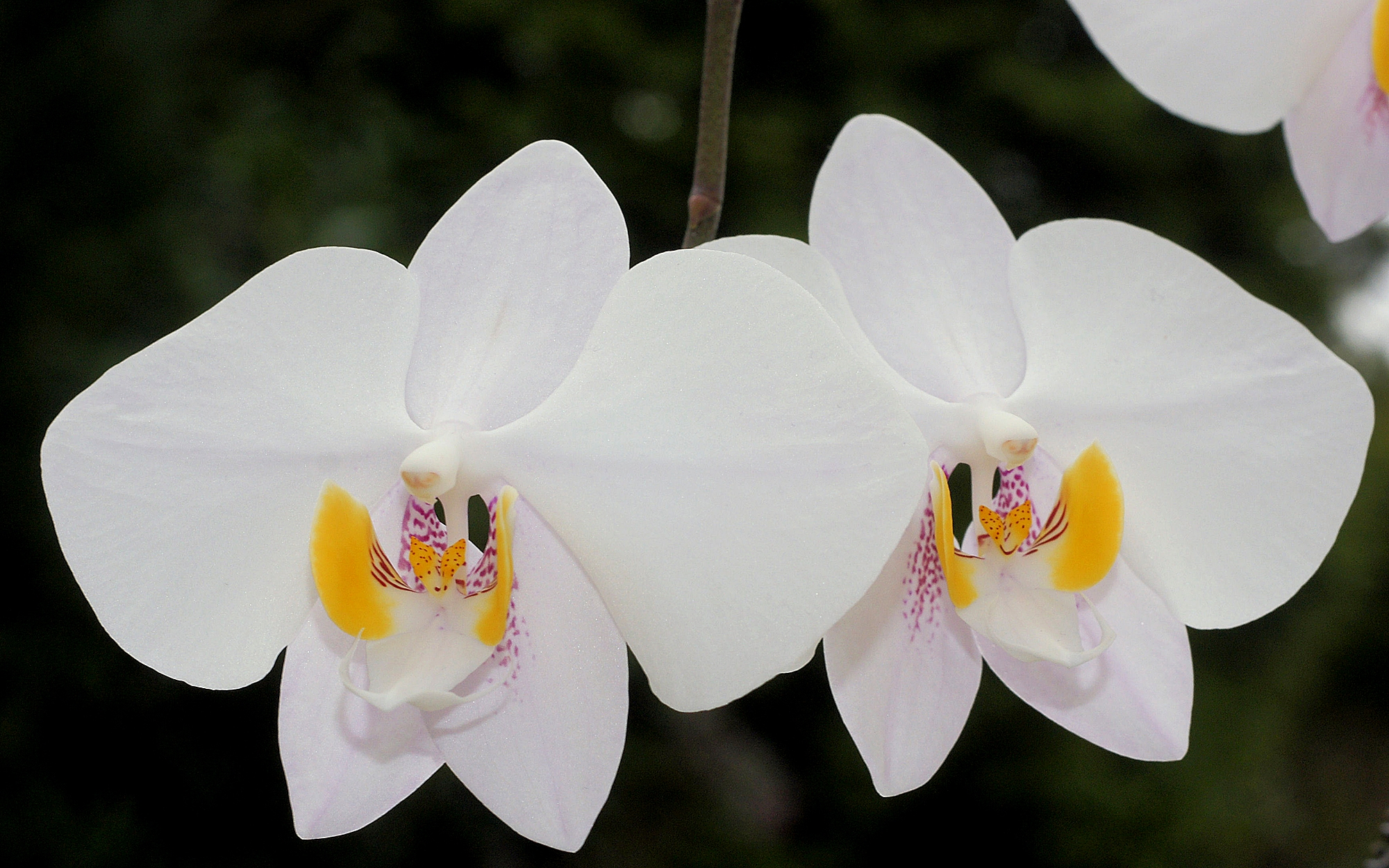
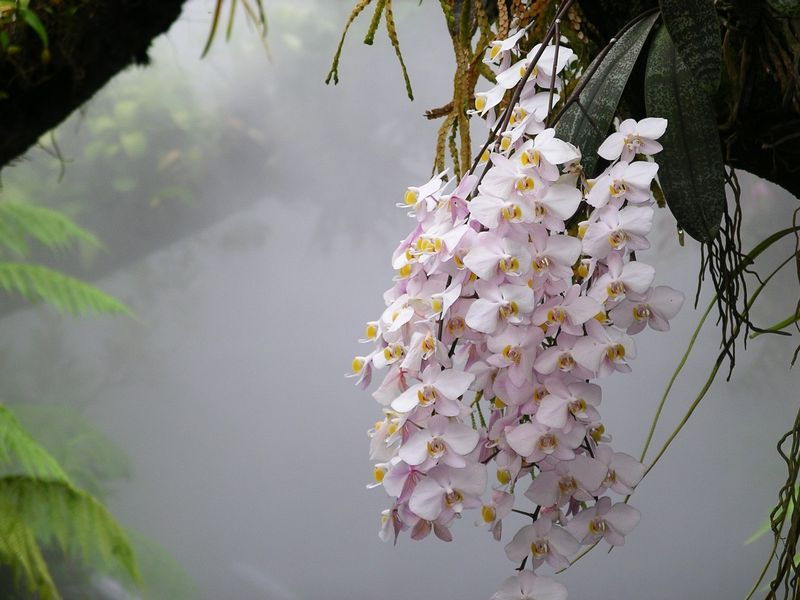